# Strefa Dawro

Mapa regionów i stref Etiopii

Strefa Dawro – obszar administracyjny w Etiopii, w Regionie Ludów Etiopii Południowo-Zachodniej. Strefa bierze swoją nazwę od ludu Dawro, który ją zamieszkuje. 
Do ważniejszych miejscowości w strefie należą Tarcha i Chida. Według spisu z 2007 roku strefę zamieszkiwało blisko 500 tys. mieszkańców na powierzchni 4815 km² (102 osób/km²). 
Na obszarze strefy znajduje się Park Narodowy Chebera Churchura, w którym swoje siedliska mają m.in. słonie afrykańskie, hipopotamy, bawoły, lwy, lamparty i 237 gatunków ptaków. Poza tym obszar Dawro bogaty jest w atrakcje turystyczne takie jak: zimne i gorące źródła, jeziora i jaskinie. 

## Demografia
Według spisu z 2007 roku Dawro stanowią 97,4% mieszkańców strefy, 1,3% to Hadija, a pozostałe 1,3% należało do innych grup etnicznych. Pod względem religijnym dominuje protestantyzm (57,7%), a do największych mniejszości należą etiopscy prawosławni (31,9%), animiści (4,9%) i katolicy (4,6%). 

## Podział administracyjny
W skład strefy wchodzi 5 wored:
| - Gena Bosa - Isara - Loma - Mareka - Tocha |